# (14225) Alisahamilton
(14225) Alisahamilton (1999 XZ49) – planetoida z pasa głównego asteroid okrążająca Słońce w ciągu 3,61 lat w średniej odległości 2,35 j.a. Odkryta 7 grudnia 1999 roku.